# Хазан, Михаил Давыдович

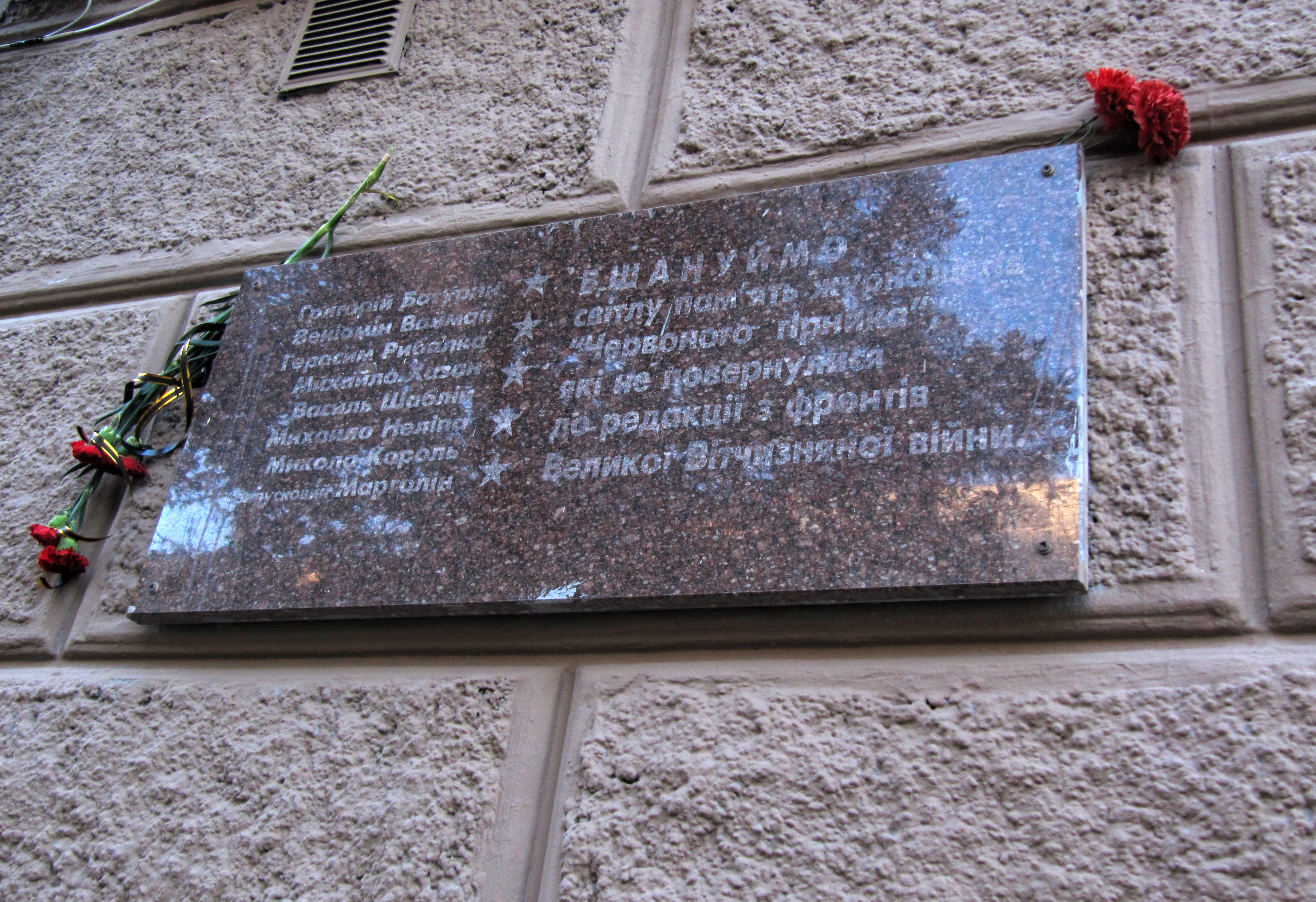
Памятная доска журналистам газеты «Красный горняк» не вернувшимся с фронтов Великой Отечественной войны, в том числе и Михаилу Хазану

Хазан Михаил Давыдович (29 августа [11 сентября] 1911, Кривой Рог, Херсонская губерния — апрель 1943, Черниговская область) — советский украинский писатель-прозаик, редактор. 

## Биография
Родился 29 августа (11 сентября) 1911 года в местечке Кривой Рог Херсонской губернии (ныне в Днепропетровской области).
Окончил рабфак, работал на шахте. С 1929 года начал работать в редакции криворожской газеты «Красный горняк», был рабочим корреспондентом на одном из рудников. С 1932 года откомандирован в Чернигов. Работал в редакции областной газеты «Большевик», в первые месяцы Великой Отечественной войны — заместитель главного редактора. Был сотрудником газеты «Деснянская правда». Во время  войны попал в окружение, перешёл в партизанский отряд.
В апреле 1943 года погиб в бою с немецкими захватчиками.

## Творчество
Михаил Хазан является автором сборников рассказов:
- 1938 — «Новеллы»;
- 1939 — «Вечная звезда» — новеллы о Тарасе Шевченко[2];
- 1940 — «Сердце знает дорогу».

В послевоенные годы, в 1949 и 1957 годах, вновь издаются книги Михаила Хазана — сборник «Новеллы».